# Dinastia Terter

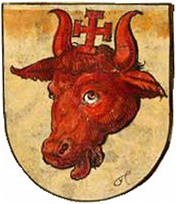
Stemma araldico del Casato dei Terter

I Terter (in bulgaro Тертер?), anche Terteridi or Terterovtsi (Тертеровци), furono un casato nobile bulgaro che regnò durante il Secondo impero bulgaro fra il 1280 e il 1292, e fra il 1300 ad il 1323.
Erano di origine cumana.

## Membri
- Aldimir (Eltimir)
  - Ivan Dragushin
- Giorgio I di Bulgaria (regno 1280-1292)
  - Teodoro Svetoslav di Bulgaria (regno 1300-1321)
    - Giorgio II di Bulgaria

  - Anna, moglie di Stefano Uroš II Milutin di Serbia
  - Elena, moglie di Čaka di Bulgaria